# NGC 1850
NGC 1850 (другое обозначение — ESO 56-SC70) — рассеянное скопление в созвездии Золотой Рыбы. Находится в Большом Магеллановом Облаке, соседней карликовой галактике. Расстояние до него составляет около 163 тысяч световых лет. Этот объект входит в число перечисленных в оригинальной редакции «Нового общего каталога». Скопление также имеет неофициальные названия: «Золотая Рыба» (Goldfish) и «Меч-рыба» (Swordfish).

## Характеристики

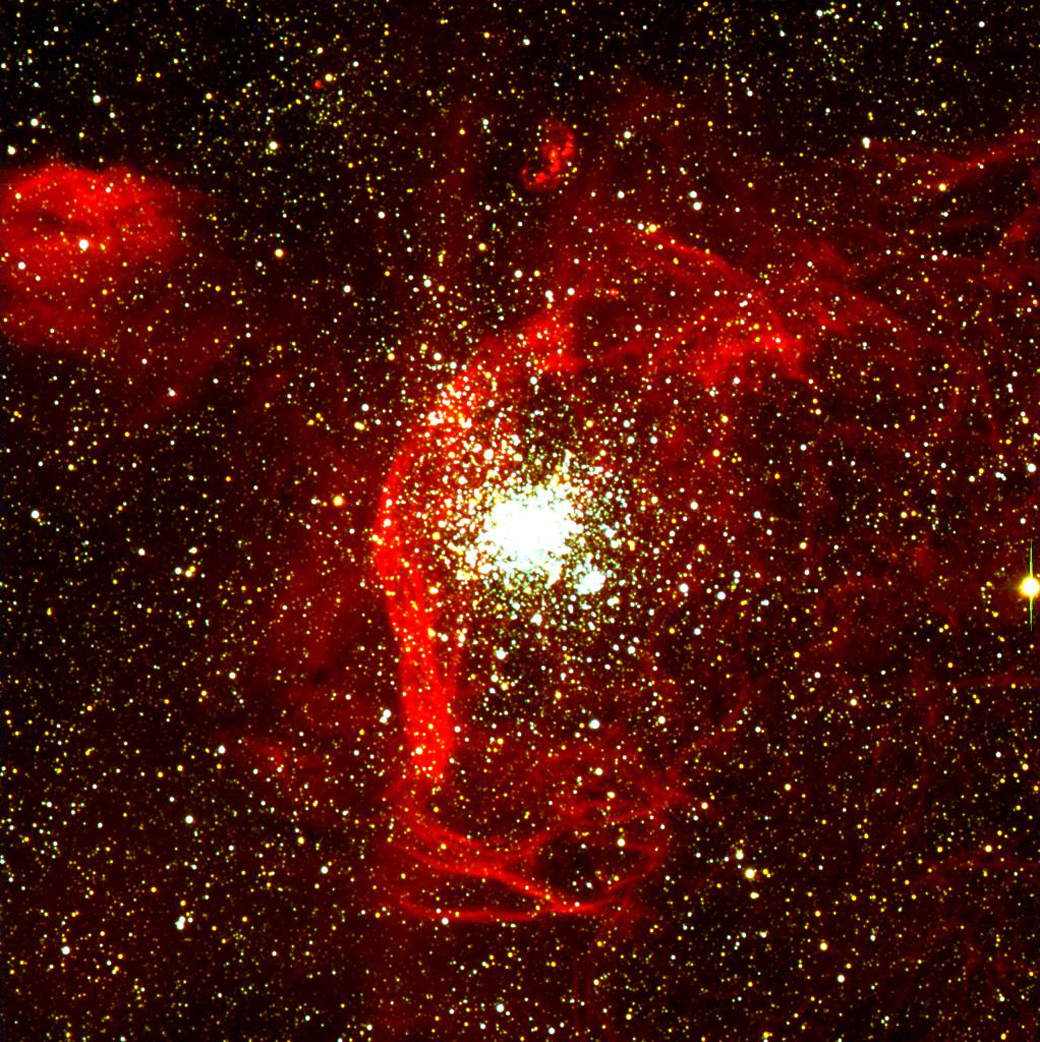
Изображение NGC 1850, полученное ESO

NGC 1850 — двойное скопление, образованное из главного, NGC 1850A, и малого, более тусклого, NGC 1850B, состоящих преимущественно из молодых O- и B-звёзд. Возраст главного скопления оценивается приблизительно в 50 миллионов лет, тогда как малое намного моложе: ему около 4 миллионов лет. Предполагается, что они оба представляют собой формирующееся шаровое скопление. Скопление окружено гигантским газовым пузырём. Учёные считают, что он сформировался миллионы лет назад в результате вспышек сверхновых. Подобных скоплений нет в нашей Галактике, и это особенно подогревает к нему интерес астрономов.
В скоплении обнаружена чёрная дыра с массой около 11 M⊙, получившая обозначение NGC 1850 BH1. Она образует пару со звездой главной последовательности с массой около 5 M⊙. Это первое прямое обнаружение чёрной дыры в молодом массивном звёздном скоплении.